# Staatsprijs van de Russische Federatie

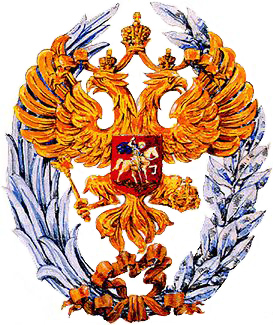
De medaille van de Staatsprijs van de Russische Federatie

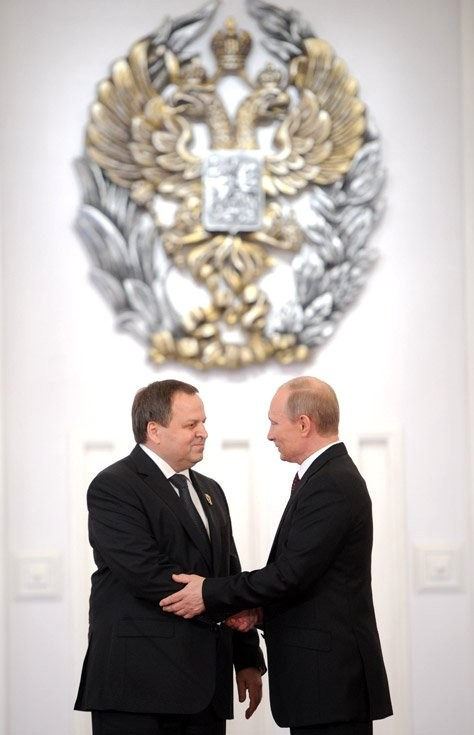
Ceremonie van de uitreiking van de Staatsprijs

De Staatsprijs van de Russische Federatie (Russisch: Государственная Премия Российской Федерации) is een Russische staatsprijs ingesteld in 1992 in de Russische Federatie als vervanging van de in de jaren voordien uitgereikte staatsprijs van de Sovjet-Unie.
Elk jaar worden zeven prijzen uitgereikt:
- drie prijzen voor wetenschap en technologie
- drie prijzen voor literatuur en kunst
- een prijs voor humanitair werk (ingesteld in 2005)

Aan de prijzen is een geldbedrag van 5 miljoen roebel gekoppeld, naast de medaille en een diploma. De prijs wordt uitgereikt door de president van Rusland tijdens een plechtigheid in het Kremlin van Moskou.
De medaille is een ontwerp van Jevgeni Oechnaljov en is gebaseerd op het wapen van Rusland.

## Laureaten (selectie)
- 1992:
  - Sofia Goebaidoelina, componiste
  - Rodion Sjtsjedrin, componist en pianist
  - Andrej Bitov, auteur
- 1993:
  - Fazil Iskander, auteur en dichter
  - Michail Tsjemjakin, beeldhouwer
  - Nikita Michalkov, filmmaker
  - Leonid Netsjajev, filmregisseur
  - Joeri Basjmet, violist
  - Valeri Gergiev, dirigent
  - Michail Pletnev, componist, dirigent, pianist
- 1994:
  - Lidija Tsjoekovskaja, schrijfster
  - Alla Poegatsjova, zangeres
  - Georgi Vasiljevitsj Sviridov, componist
- 1995:
  - Viktor Astafjev, auteur
  - Andrej Pavlovitsj Petrov, componist
- 1997:
  - Grigori Baklanov, auteur
- 1999:
  - Vladimir Makanin, auteur
- 2000:
  - Vladimir Vojnovitsj, auteur
- 2004:
  - Bella Achmadoelina, dichteres
  - Anna Netrebko, operazangeres
- 2005:
  - patriarch Aleksi II van Moskou
  - Michail Pletnev, componist, dirigent, pianist
- 2006:
  - Aleksandr Solzjenitsyn, auteur
  - Svetlana Zacharova, danseres
- 2007:
  - Jacques Chirac, Frans president
  - Vladimir Arnold, wiskunde
- 2009:
  - Jevgeni Jevtoesjenko, dichter
- 2010:
  - koning Juan Carlos I van Spanje
- 2012:
  - Valentin Raspoetin, auteur
- 2013:
  - Joeri Basjmet, violist
  - Fazil Iskander, auteur en dichter
  - Jevgeni Primakov, politicus